# Cleora lamottei
Cleora lamottei là một loài bướm đêm trong họ Geometridae.